# عقب‌گرد (فیلم ۲۰۰۴)
عقب‌گرد (به انگلیسی: Retrograde) یک فیلم اکشن و علمی تخیلی آمریکایی محصول سال ۲۰۰۴ به کارگردانی کریستوفر کولیکوفسکی و بازی دولف لاندگرن است. این فیلم در ۱۴ ژانویه ۲۰۰۵ در کره جنوبی به صورت سینمایی اکران شد. این فیلم در ایتالیا و لوکزامبورگ فیلمبرداری شد.

## بازیگران
- دولف لاندگرن در نقش کاپیتان جان فاستر
- سیلویا د سانتیس در نقش دکتر رنه دیاز
- جو مونتانا در نقش دالتون
- گری دنیلز در نقش مارکوس
- جو ساگال … اندرو شوگر
- دیوید جین توماس … جفرسون
- جیمی ترهور … مکنزی
- مارکو لورنزینی … بروس راس